# Barrière des Deux-Moulins
Barrière des Deux-Moulins byla celnice v Paříži. Brána, která byla součástí pařížských hradeb pro výběr potravní daně, se nacházela ve 13. obvodu.

## Poloha
Nacházela se na Boulevardu de l'Hôpital, naproti Rue du Marché-aux-Chevaux (dnešní Rue Duméril) a na konci Rue des Deux-Moulins-Saint-Marcel (dnes Rue Jenner) poblíž vesničky Deux-Moulins, přejmenované v roce 1806 na Austerlitz.

## Původ jména
Brána byla pojmenována podle dvou větrných mlýnů v Salpêtrière, které se nacházely poblíž vesnice Deux-Moulins.
Postupem času byla známá také jako „barrière de l'Hôpital“, „barrière du chemin de la Voirie“, „barrière de la Voirie“ nebo „barrière de Clamart“ s odkazem na hřbitov Clamart.

## Historie
Tato brána, tvořená dvěma symetrickými budovami, se nacházela poblíž prachovny Arsenal právě na místě, kde se dříve nacházela strážnice.
V roce 1818 po připojení obce Austerlitz k Paříži, byla hradební zeď, která tehdy vedla po bulváru de l'Hôpital, přesunuta za rue Bruant a rue de Bellièvre, a byla postavena další brána pod názvem barrière d'Ivry.
Dne 28. července 1830, kolem jedné hodiny odpoledne, se asi padesát mužů objevilo u prachárny Arsenal umístěné na bulváru de l'Hôpital, poblíž brány Deux-Moulins a nemocnice Salpêtrière a odvezli odsud sudy a bedny se střelným prachem, které byly odeslány na různá místa v Paříži.